# Корм
Корм (фр. Cormes) је насељено место у Француској у региону Лоара, у департману Сарт.
По подацима из 2011. године у општини је живело 900 становника, а густина насељености је износила 47,62 становника/km².

## Демографија
| 1962. | 1968. | 1975. | 1982. | 1990. | 2011. |
| ----- | ----- | ----- | ----- | ----- | ----- |
| 655   | 587   | 679   | 613   | 785   | 900   |